# ŽRK Vardar
El ŽRK Vardar es un club de balonmano femenino macedonio de la ciudad de Skopje.

## Palmarés
- Liga de Macedonia de balonmano femenino (4): 2013, 2014, 2015, 2016
- Copa de Macedonia de balonmano femenino (4): 1994, 2014, 2015, 2016

## Plantilla 2018-19
|  | Porteras - 1 Jovana Trajkoska - 12 Simona Grujovska - 16 Andrea Ilić Extremos derechos - 28 Sara Minovska - 40 Iva Jakovchevska - 74 Mirjana Petkovska Extremos izquierdos - 8 Stefanija Gjeorgievska - 21 Ivona Trpevska - 26 Bojana Dinevska Pivotes - 93 Katerina Damjanoska | Laterales izquierdos - 3 Marija Gocevska - 31 Andrea Sedloska - 97 Milica Nikolić Centrales - 10 Ana Marija Božinovska - 14 Keti Angelovska - 23 Angela Grozdanovska - 33 Ana Marija Kolarovska - 51 Marija Galevska Laterales derechos - 24 Angela Kostović |